# Tarnau und Kuehschmaltz

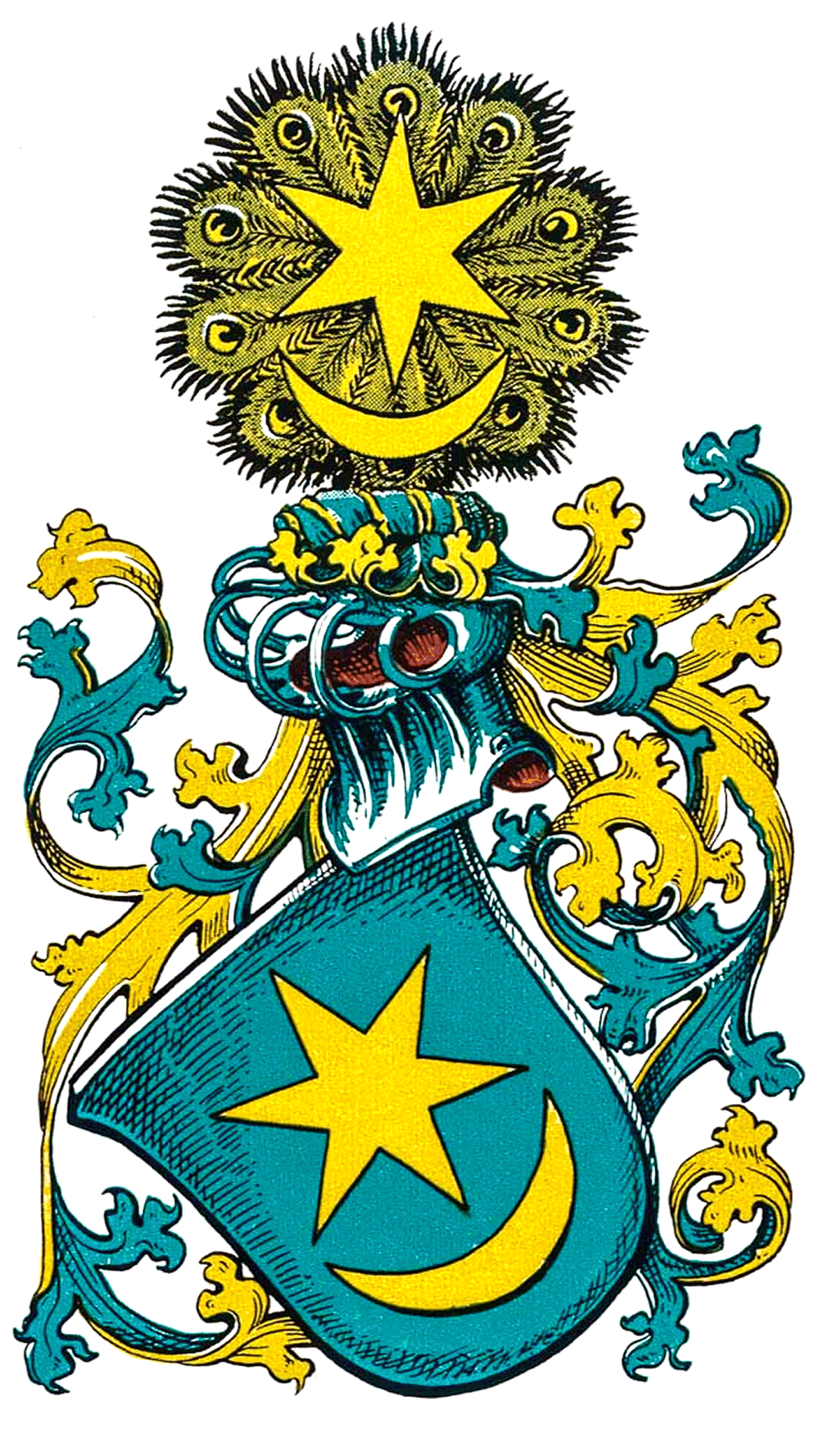
Wappen derer von Tarnau

Die Herren von Tarnau (auch: Tarnau und Kühschmaltz, Kühschmalz von Tarnau o. ä.) waren ein schlesisches Uradelsgeschlecht polnischen oder mährischen Ursprungs. Einige direkte und auch verschwägerte Familienmitglieder waren im Breslauer Rat vertreten.
Jürgen von Witzendorff-Rehdiger überlieferte die Vorfahren, Brüder und Verwandten des Iban von Tarnau und Kühschmalz, allerdings ohne Angabe einer Quelle. Gerade Johann von Tarnau und Kühlschmalz, der einzige Namensträger für diesen Zeitraum, den Oskar Pusch nachweisen konnte, fehlt in Witzendorff-Rehdigers Darstellung, was des letzteren Darstellung in Frage stellt.

## Stammlinie
- Iban (auch: Yban, Ivo; * vor 1462; † vor 1530) erbte von seinem Vater das Dorf Kühschmalz und zog vor dem Jahr 1504 nach seiner Heirat mit Anna von Bank, Tochter des Breslauer Kanzlers Stefan von Bank und Katharina, geborene Stolz, in ihre Heimat Breslau. Es sind drei Kinder überliefert: Salomon, Christoph und Magdalena.
  - Salomon II. († 3. Dezember 1559) empfing im Jahr 1549 das Breslauer Bürgerrecht, war Herr auf Mühnitz und verheiratet mit Barbara, Tochter der Anna Eichhorn und des Breslauer Bürgers Ludwig aus der Nürnberger Familie Pfinzing. Seiner Ehe entstammten sieben Kinder: Iban III., Salomon II. Ludwig, Anna, Barbara, Kaspar und Karl.
    - Iban III. († vor 1593), Herr auf Mühnitz und Peterwitz, heiratete im Jahr 1567 Anna von Frank. Die Vormünder Annas Kinder aus erster Ehe mit Georg II. von Lindeiner warfen Iban vor, ihr Erbe vorzuenthalten und zu verprassen. Es entstammten zwei Kinder aus dieser Ehe: Barbara und Gottfried.
      - Barbara heiratete den in kaiserlichen Militärdiensten stehenden Hans Helwig. Barbaras Stiefgeschwister Lindeiner waren aufgrund Helwigs bürgerlicher Herkunft gegen diese Ehe.
      - Gottfried erbte Mühnitz und Peterwitz, verkaufte die Güter aber an seine Tante Anna. Im Jahr 1593 heiratete er Anna Hirsch von Kaltenborn und zeugte Barbara, Ernst Friedrich († jung) und Rosina.

    - Salomon II. studierte ab dem Jahr 1561 in Leipzig und starb unverheiratet.
    - Ludwig († unverheiratet)
    - Anna (⚭¹ 1555: Alexander Mehl von Strelitz; ⚭² Balthasar Gutthin, genannt Flottke) erwarb von ihrem Neffen Gottfried die Güter Mühnitz und Peterwitz, die sie an ihre Schwager aus zweiter Ehe vererbte.
    - Barbara verlobte sich mit einem von Seidlitz, starb aber vor der Hochzeit.
    - Kaspar ist im Jahr 1564 als Edelknabe am Hof des Herzogs von Brieg bezeugt.
    - Karl († 1578) studierte ab dem Jahr 1570 in Leipzig

  - Christoph († 15. Mai 1568) war in erster Ehe mit Anna Emmerich, Tochter des Hans Emmerich bzw. Enkelin Georg Emmerichs, verheiratet. In zweiter Ehe heiratete er Magdalena Pfister genannt Steyren und in dritter Ehe Susanna von Reichel, Tochter des kaiserlichen Bergverwalters Sebastian von Reichel, und Apollonia von Rindfleisch. Aus seinen drei Ehen entstammten 4, 7 bzw. 2, also insgesamt 13 Kinder.
    - I. Ehe
    - Anna († 19. September 1587) ⚭ Ludwig Pfinzing, Breslauer Kaufmann und Ratsherr, Bruder Barbaras, der Ehefrau Annas Onkel Salomon II.
    - Martha (⚭ Siegmund Oucher von der Puche, Breslauer Ratsherr)
    - Magdalene († jung)
    - Lazarus († jung)
    - II. Ehe
    - Christoph (* 1539; † 8. Januar 1598 in Wylde, Litauen) heiratete in Wylde und hinterließ drei Töchter.
    - Susanne (* 1538; † 1586) ⚭ Pankraz Gutteter, Sohn eines Breslauer Kaufmanns und Magdalena von Rindfleisch
    - Magdalene
    - Maria; ⚭ 1565: Hans Fleischmann
    - Barbara; * November 1538; ⚭ Ludwig Gutteter
    - Hedwig; ⚭ 1592: Friedrich von Willinger, Sohn des Breslauer Ratsherren Sebastian von Willinger und Helena Uhtmann und Schmolz.
    - Regina (* 1555; † 14. Juni 1629) ⚭ 1597: Georg Geiger
    - III. Ehe
    - Daniel († jung)
    - Daniel (* 1554; † 1609) ⚭ 1592: Barbara Matte, Tochter des Andreas Matte und der Barbara von Poley a. d. H. Thiergarten
      - Susanne (* 1594; † 13. Januar 1628) ⚭ 1615: Niklas Richter, Breslauer Händlerssohn
      - Anna († 1662) ⚭ 1620: Daniel Issler, Landrechtsassessor des Fürstentums Breslau
      - Hans Christoph
      - Daniel (* 1603, † 31. Dezember 1656) besuchte das Gymnasium Thorn und die Universitäten Leipzig (1623) und Wittenberg (1627) und war seit 1647 bis zu seinem Lebensende Breslauer Schöppe. Er heiratete Barbara Kretschmer, Tochter des Breslauer Ratsherren Kaspar Kretschmer. Der Ehe entstammten Anna Barbara und Hans Christoph
        - Anna Barbara (* 14. Oktober 1656 in Breslau; † 25. Dezember 1710) ⚭ 1671: Johann Christian Hoffmann von Hoffmannswaldau, Breslauer Ratspräses und kaiserlicher Rat, sowie Sohn des Christian Hoffmann von Hoffmannswaldau.
        - Hans Christoph (* 14. Oktober 1656 in Breslau; † 5. April 1708 ebd.) bekam Hausunterricht, ging dann auf das Breslauer Elisabeth-Gymnasium, um dann im Jahr 1676 in Leipzig zu studieren. Ab 1679 ging er auf Reisen, schloss zwischenzeitlich sein Studium in Leiden ab, und bereits bis September 1681 mehr als ein Dutzend Universitätsstädte in Deutschland, darüber hinaus Paris und Rom. Im Jahr 1692 wurde er Schöffe in Breslau, im Jahr 1702 stieg er zum Konsul auf. Hans Christoph war dreimal verheiratet (⚭¹ 1682: Eleonore Fürst von Kupferberg; ⚭² 1688: Johanna Eleonore Wolff von Wolffburg; ⚭³ 1696: Johanna Margarethe Zange von Oberlahnstein) und zeugte 2, 2 bzw. 3, also insgesamt 7 Kinder.
          - I. Ehe
          - Barbara Dorothe (* 1684; † vor 1708)
          - Hans Ernst (* 28. Oktober 1685; † vor 1708)
          - II. Ehe
          - Eleonore Sophie (* 3. März 1683; ⚭ Ernst Christian von Hubrig)
          - Johanna Christine (* 7. Oktober 1694; † 26. Juli 1749; ⚭ Albert von Sebisch, Breslauer Ratspräses, später Präses des neuen preußischen Magistrats)
          - III. Ehe
          - Christiane Sophie (* 30. September 1698; † 9. Mai 1771) ⚭ 1620: Johann Leonhard Wutge von Wutgenau, ehemaliger kaiserlicher Oberstleutnant und Breslauer Stadtmajor
          - Helene Sophie
          - Helene Rosine (* 1701; † 28. April 1790) ⚭ 1719: Ernst Ferdinand Sachs von Löwenheim, Breslauer Ratsherr und Magistrat, sowie Sohn des Bürgermeisters Ernst Philipp Sachs von Löwenheim

    - Apollonia (* 1559; † 30. November 1615) ⚭ 1579: Konrad Költsch von Pruck, Pelz- und Lederhändler
    - Katharina (* 1561; † 19. Mai 1516) ⚭ Heinrich Schmidt von Schmiedefeld, bedeutender Breslauer Ratsherr

  - Magdalena († 1547 in Bielau) ⚭¹: Georg von Nimptsch; ⚭²: Wolfram von Schaffgotsch, bischöflicher Marschall und Statthalter des bischöflichen Neisser Landes

## Wappen
Blasonierung: In Blau ein goldener aufwärtsgekehrter Halbmond, darüber ein goldener Stern (Polnisches Wappen Leliwa). Auf dem gekrönten Helm mit blau-goldenen Helmdecken ein Pfauenschweif belegt mit dem Wappenbild.

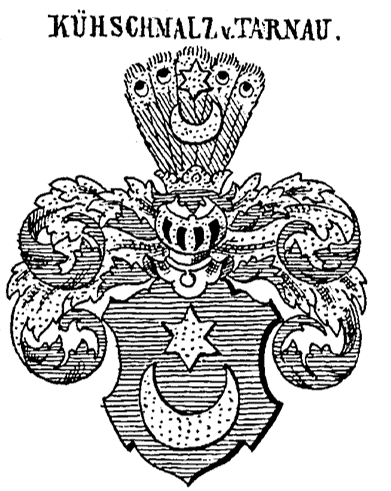
Wappen der Kühschmalz von Tarnau in Siebmachers Wappenbuch
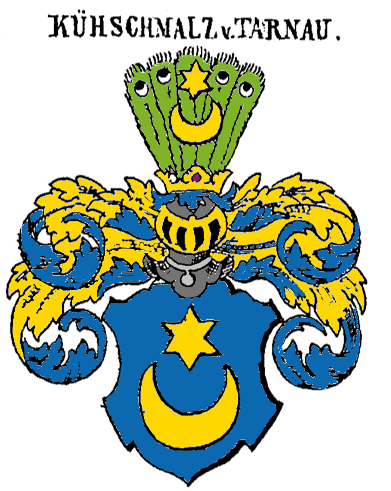
Wappen der Kühschmalz von Tarnau in Farbe